# Fahrenholzia reducta
Fahrenholzia reducta är en insektsart som beskrevs av Ferris 1922. Fahrenholzia reducta ingår i släktet Fahrenholzia och familjen ledlöss. Inga underarter finns listade i Catalogue of Life.